# Primera División 1946 (Uruguay)
Het seizoen 1946 van de Primera División was het 43e seizoen van de hoogste Uruguayaanse voetbalcompetitie.

## Teams
Er namen tien ploegen deel aan de Primera División tijdens het seizoen 1946. Negen ploegen wisten zich vorig seizoen te handhaven en één ploeg promoveerde vanuit de Primera B: CA Progreso kwam in de plaats van het gedegradeerde IA Sud América.
| Club                      | Stad       | Stadion                              | Vorig seizoen |
| ------------------------- | ---------- | ------------------------------------ | ------------- |
| Central FC                | Montevideo | Estadio Parque Palermo               | 5e            |
| CA Defensor               | Montevideo | Parque Rodó                          | 3e            |
| Liverpool FC              | Montevideo | Estadio Belvedere                    | 7e            |
| CS Miramar                | Montevideo | Parque Campomar                      | 8e            |
| Montevideo Wanderers FC   | Montevideo | Estadio Parque Alfredo Víctor Viera  | 9e            |
| Club Nacional de Football | Montevideo | Estadio Centenario                   | 2e            |
| CA Peñarol                | Montevideo | Estadio Centenario                   | 1e            |
| CA Progreso               | Montevideo | Parque Miguel Campomar               | 1e (1ª B)     |
| Rampla Juniors FC         | Montevideo | Parque Nelson                        | 6e            |
| CA River Plate            | Montevideo | Estadio Parque Federico Omar Saroldi | 4e            |

## Competitie-opzet
Alle clubs speelden tweemaal tegen elkaar. De ploeg met de meeste punten werd kampioen. De ploeg die laatste werd degradeerde naar de Primera B.

### Kwalificatie voor internationale toernooien
De winnaar van de competitie plaatste zich voor de Copa Ricardo Aldao (afgekort tot Copa Aldao). Deze beker werd betwist tussen de landskampioenen van Argentinië en Uruguay om zo te bepalen wie zich de beste Rioplatensische ploeg zou mogen noemen. De nummer twee kwalificeerde zich voor de Copa de Confraternidad Escobar-Gerona (kortweg Copa Escobar-Gerona), waarin de nummers twee van Uruguay en Argentinië het tegen elkaar opnamen. Dit was het laatste jaar waarin de Copa Escobar-Gerona werd betwist.

### Torneo Competencia en Torneo de Honor
Voorafgaand aan het seizoen werd het Torneo Competencia gespeeld tussen de ploegen in de Primera División. Dit toernooi werd gewonnen door CA Peñarol. Ook werd er gestreden om het Torneo de Honor. Deze prijs werd uitgereikt aan de ploeg die het beste presteerde in het Torneo Competencia en in de eerste seizoenshelft van de Primera División.
In totaal speelden de tien ploegen dit seizoen driemaal tegen elkaar. De eerste ontmoeting telde mee voor het Torneo Competencia en het Torneo de Honor, de tweede ontmoeting voor de Primera División en het Torneo de Honor en de laatste ontmoeting enkel voor de Primera División.

### Eerste seizoenshelft
Titelverdediger CA Peñarol moest na een 3–2 nederlaag tegen Central FC direct in de achtervolging. Op de tweede speeldag versloegen ze CS Miramar met 8–0, maar hiermee stonden ze nog altijd achter Central, dat ook hun tweede wedstrijd won. Ook Club Nacional de Football en Rampla Juniors FC had de eerste twee duels gewonnen. In de derde speelronde won Peñarol van Rampla Juniors en bleven Central en Nacional samen aan kop. Zij speelden vervolgens 1–1 tegen elkaar en hielden nog één punt voorsprong over op de winnende achetrvolgers Peñarol en Rampla Juniors. Hekkensluiter was op dat moment promovendus CA Progreso met nog maar een punt. Ook CA Defensor (afgelopen twee jaar derde geworden) had nog niet gewonnen.
Na vijf wedstrijden ging Nacional solo aan kop; ze versloegen Rampla Juniors met 7–0 terwijl Central gelijkspeelde tegen Liverpool FC. Ook Peñarol (tegen Montevideo Wanderers FC) kwam niet verder dan een remise in die speelronde. De Tricolores konden de volgende twee rondes ook winnen, terwijl de achtervolgers punten lieten liggen. Aan de vooravond van de Superclásico had Nacional zo drie punten meer dan Peñarol en die voorsprong bleef intact nadat de onderlinge wedstrijd in 1–1 eindigde. De laatste wedstrijd van de eerste speelronde won Nacional van Progreso, waardoor ze het Torneo de Honor wonnen. In de competitie gingen ze aan de leiding met drie punten meer dan Peñarol. Central stond derde met vier punten achterstand op de koploper. Progreso bezette de laatste plaats, met drie punten achterstand op CS Miramar en Montevideo Wanderers FC.

### Tweede seizoenshelft
In de terugronde raakte Central de aansluiting met Nacional en Peñarol kwijt. Terwijl de twee grote clubs hun eerste drie wedstrijden wonnen, behaalde de Palermitanos twee remises en een nederlaag. Na verlies tegen Nacional werd Central in de stand ook ingehaald door CA River Plate. De achterstand van beide ploegen op koploper Nacional was echter al groot.
De vijfde en zesde wedstrijd van de tweede seizoenshelft leverden twee nederlagen op voor Progreso, tegen degradatieconcurrenten Miramar en Montevideo Wanderers. De daaropvolgende wedstrijd wisten ze wel River Plate te verslaan, maar de kans op handhaving was nog altijd klein (het maximaal haalbare op dat moment was een beslissingswedstrijd; daarvoor moesten ze de laatste twee wedstrijden allebei winnen). In diezelfde speelronde leed Peñarol het eerste puntverlies van de terugronde. Nacional - dat nog altijd alles in de tweede seizoenshelft had gewonnen - verruimde hun voorsprong tot vier punten. Dat betekende dat ze kampioen zouden worden als ze niet zouden verliezen van Peñarol in hun op een-na-laatste wedstrijd. De wedstrijd eindigde echter in een 4–3 zege voor de Aurinegros, waardoor de beslissing pas op de laatste speeldag zou vallen. Ook de degradatiestrijd zou dan beslist worden, omdat Progreso hun tweede overwinning op rij boekte.
Tijdens de laatste speelronde speelde Nacional tegen Progreso. Deze wedstrijd eindigde in 5–1 voor Nacional. Dat betekende dat de Tricolores kampioen van Uruguay werden en de Gauchos del Pantanoso na een seizoen op het hoogste niveau alweer degradeerden. Uiteindelijk bleek het resultaat niet uit te hebben gemaakt; Peñarol (dat moest winnen om nog kans te maken op de titel) verloor en Montevideo Wanders (dat moest verliezen om Progreso nog kans te geven op handhaving) won. Peñarol eindigde zo op de tweede plaats, met vier punten minder dan Nacional. De derde plaats was voor River Plate, hun beste prestatie tot dan toe.

### Eindstand
|     | Club                      | Sp. | W  | G | V  | Pnt. | DV | DT | DS  |
| --- | ------------------------- | --- | -- | - | -- | ---- | -- | -- | --- |
| 01. | Club Nacional de Football | 18  | 15 | 2 | 1  | 32   | 63 | 24 | +39 |
| 2.  | CA Peñarol                | 18  | 12 | 4 | 2  | 28   | 53 | 21 | +32 |
| 3.  | CA River Plate            | 18  | 10 | 1 | 7  | 21   | 28 | 21 | +7  |
| 4.  | CA Defensor               | 18  | 7  | 4 | 7  | 18   | 40 | 31 | +9  |
| 5.  | Central FC                | 18  | 5  | 6 | 7  | 16   | 33 | 39 | –6  |
| 6.  | Rampla Juniors FC         | 18  | 6  | 4 | 8  | 16   | 24 | 37 | –13 |
| 7.  | CS Miramar                | 18  | 4  | 6 | 8  | 14   | 24 | 44 | –20 |
| 8.  | Liverpool FC              | 18  | 4  | 5 | 9  | 13   | 31 | 38 | –7  |
| 9.  | Montevideo Wanderers FC   | 18  | 5  | 3 | 10 | 13   | 27 | 43 | –16 |
| 10. | CA Progreso               | 18  | 3  | 3 | 12 | 9    | 27 | 52 | –25 |

### Legenda
| Kleur | Kwalificatie voor              |
| ----- | ------------------------------ |
|       | Copa Aldao 1946                |
|       | Copa Escobar-Gerona 1946       |
|       | Degradatie naar Primera B 1947 |

| Winnaar Primera División 1946       |
| ----------------------------------- |
| Club Nacional de Football 19e titel |

#### Topscorers
Topscorer werd Atilio García van landskampioen Club Nacional de Football. Het was de achtste topscorerstitel voor García in negen jaar, en de eerste sinds hij voor het Uruguayaans elftal had gespeeld.
| №  | Speler        | Club                      | Goals |
| -- | ------------- | ------------------------- | ----- |
| 1. | Atilio García | Club Nacional de Football | 21    |